# Münchhausens syndrom
Münchhausens syndrom, patomimi eller i engelskan factitious disorder, är en psykisk sjukdom som innebär att en person uppsöker sjukvård och uppger påhittade symptom för att komma under vård och få uppmärksamhet. Symptomen ifråga är antingen självförvållade (dock utan att det är fråga om verkligt självskadebeteende) eller simulerade. Individer med syndromet kan uppleva ökad spänning, ett bekräftelsebehov samt en känsla av kontroll och av att ha "lyckats" när de varit framgångsrika i att bedra vårdpersonalen.
Patienter med Münchhausens syndrom kan ha en samsjuklighet med personlighetssyndrom inom kluster B (narcissistisk, antisocial, EIPS).

## Namnets ursprung
Syndromet har fått sitt namn efter den historiska och litterära figuren baron von Münchhausen på grund av dennes mytomaniska drag.

## Kriterier enligt DSM 5
A. Personen förfalskar kroppsliga eller psykologiska sjukdomstecken eller symtom, eller framkallar avsiktligt skada eller sjukdom, i bedrägligt syfte.
B. Personen intar inför andra rollen som sjuk, funktionsnedsatt eller skadad.
C. Beteendet fortgår även i frånvaro av uppenbar yttre vinning.
D. Beteendet förklaras inte bättre med någon annan form av psykisk ohälsa som vanföreställningssyndrom eller annan psykossjukdom.
Specificera: Enstaka period eller återkommande perioder (vid två eller fler tillfällen utan saklig grund uppgivit sig vara sjuk och/eller framkallat skada i bedrägligt syfte).

## Symptom
Till skillnad från hypokondrikern, där personen faktiskt tror att han eller hon är sjuk, är en person med Münchhausens syndrom fullt medveten om att han/hon far med osanning och manipulerar. Därför räknas sjukdomen som närmare besläktad med mytomani. Den drabbade i fråga besöker som följd av syndromet vårdinstitutioner, sjukhus eller andra platser där denna kan få medicinsk uppmärksamhet varpå den drabbade säger sig lida av en viss typ av sjukdom. Den drabbade får ofta initialt gehör för sina påstående innan dessa ofta uppdagas vid en närmare undersökning varpå patienten i regel skrivs ut. Den drabbade besöker därefter sedan en annan vårdmottagning där beteendet upprepas. Den drabbade kan också berätta om sina upplevelser för familjemedlemmar för att ytterligare få gehör för syndromet.
Inom psykiatrin klassificeras Münchhausens syndrom som factitia, det vill säga sjukdomsimitering. En person med Münchhausens syndrom söker uppmärksamhet från sin omgivning genom uppvisande av en inlärd sjukdomsbild, detta i medvetet syfte att föra sjukvårdspersonal bakom ljuset.
Syndromet är i sig också skilt från simulering, där patienten förfalskar ett ohälsotillstånd med ett konkret vinstsyfte, till exempel för att få ekonomisk ersättning, befrias från arbete, eller kunna skaffa sig droger. 

## Kartläggning och behandling
Patientens påhittade symptom kan påvisas på olika sätt. Medicinska undersökningar på sjukhus kan fastställa att patientens kroppsvätskor inte kommer från personen i fråga, att eventuella svimningsattacker är framkallade eller patienten på något annat sätt har iscensatt sin egen sjukdom. 
Människor med Münchhausens syndrom får ofta vid behandling sin sjukhushistorik kartlagd. Själva syndromet behandlas ofta med ångestdämpande i kombination med samtalsbehandling. Sjukvården i landet patienten befinner sig i blir också ofta meddelade om patientens syndrom i förebyggande syfte, detta för att dels förhindra att vårdresurser används felaktigt, dels för att patientens syndrom inte ska stimuleras ytterligare. Münchhausens syndrom är ofta behandlingsbart och många patienter lär sig sedermera att hantera sin sjukdom i vardagslivet.

## Münchhausen by proxy - MBP
En undergrupp till detta syndrom är Münchhausen by proxy (på svenska även kallat Münchhausensyndrom genom ombud). Detta innebär att personen i fråga inte själv utger sig vara sjuk, utan i stället framträder som ombud för någon annan som utan grund uppges vara sjuk. Den MBP-sjuka, vanligen en förälder, använder då företrädesvis sina barn som ställföreträdande sjukdomsbärare och agerar i förekommande fall så att barnet uppvisar de symtom som krävs för diagnos.